# Filip Havelka
Filip Havelka (Praga, 21 gennaio 1998) è un calciatore ceco, centrocampista del Teplice.

## Caratteristiche tecniche
È un centrocampista centrale.

## Carriera

### Club
Cresciuto nel settore giovanile dello Sparta Praga, ha esordito in prima squadra il 12 ottobre 2016 in occasione dell'incontro di Pohár FAČR vinto 2-1 contro la Dyn. Č. Budějovice.

### Nazionale
Ha giocato nelle nazionali giovanili ceche Under-19 ed Under-21; con quest'ultima nazionale nel 2021 ha anche partecipato agli Europei di categoria.

## Statistiche
Statistiche aggiornate al 29 ottobre 2020.

### Presenze e reti nei club
| Stagione        | Squadra            | Campionato      | Campionato | Campionato | Coppe nazionali | Coppe nazionali | Coppe nazionali | Coppe continentali | Coppe continentali | Coppe continentali | Altre coppe | Altre coppe | Altre coppe | Totale | Totale | Totale |
| Stagione        | Squadra            | Comp            | Pres       | Reti       | Comp            | Pres            | Reti            | Comp               | Pres               | Reti               | Comp        | Pres        | Reti        | Pres   | Reti   |        |
| --------------- | ------------------ | --------------- | ---------- | ---------- | --------------- | --------------- | --------------- | ------------------ | ------------------ | ------------------ | ----------- | ----------- | ----------- | ------ | ------ | ------ |
| 2016-2017       | Sparta Praga       | 1L              | 4          | 0          | CRC             | 1               | 0               | UEL                | 2                  | 0                  |             | -           | -           | 7      | 0      |        |
| 2017-2018       | Slovan Liberec     | 1L              | 12         | 1          | CRC             | 1               | 0               |                    | -                  | -                  |             | -           | -           | 13     | 1      |        |
| 2018-2019       | Dyn. Č. Budějovice | FNL             | 20         | 0          | CRC             | 0               | 0               |                    | -                  | -                  |             | -           | -           | 20     | 0      |        |
| 2019-2020       | Dyn. Č. Budějovice | 1L              | 25         | 1          | CRC             | 1               | 0               |                    | -                  | -                  |             | -           | -           | 26     | 1      |        |
| 2020-2021       | Dyn. Č. Budějovice | 1L              | 21         | 0          | CRC             | 1               | 0               |                    | -                  | -                  |             | -           | -           | 22     | 0      |        |
| 2021-2022       | Slovan Liberec     | 1L              | 24         | 0          | CRC             | 1               | 0               |                    | -                  | -                  |             | -           | -           | 25     | 0      |        |
| 2022-2023       | Dukla Praga        | 2L              | 27         | 1          | CRC             | 3               | 0               |                    | -                  | -                  |             | -           | -           | 30     | 1      |        |
| Totale carriera | Totale carriera    | Totale carriera | 133        | 3          |                 | 8               | 0               |                    | 1                  | 0                  |             | -           | -           | 142    | 3      |        |